# Betancuria (plaats)
Betancuria is een plaats in de gemeente Betancuria op het Spaanse eiland Fuerteventura. Het dorp telt 215 inwoners (2011).
De nederzetting is gelegen in het binnenland en bereikbaar via de FV-30.
Betancuria werd in 1404 opgericht en vernoemd naar Jean de Béthencourt en is de voormalige hoofdstad van het eiland. Bezienswaardig is de Santa Maria de Betancuria.

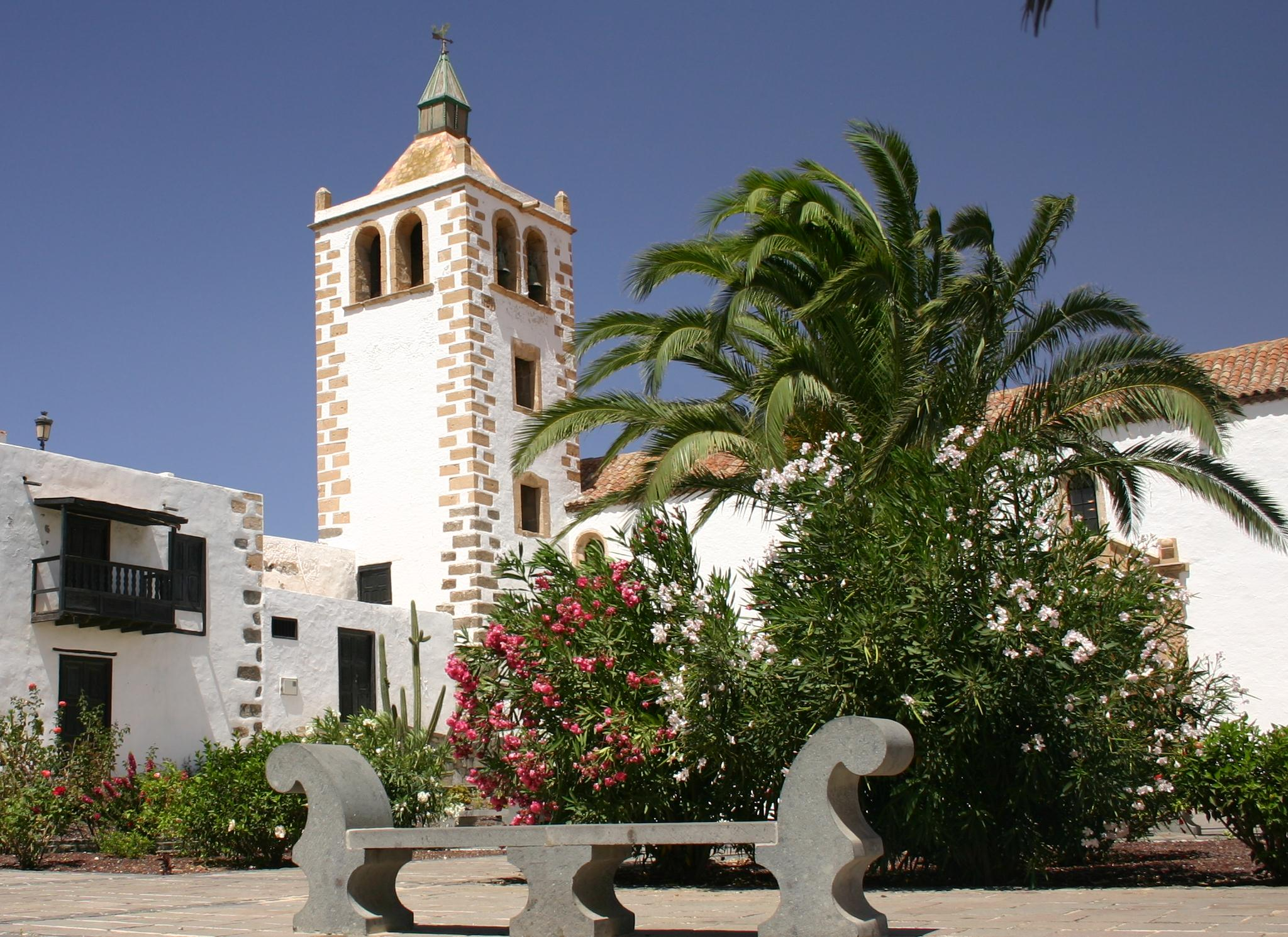
Santa Maria de Betancuria
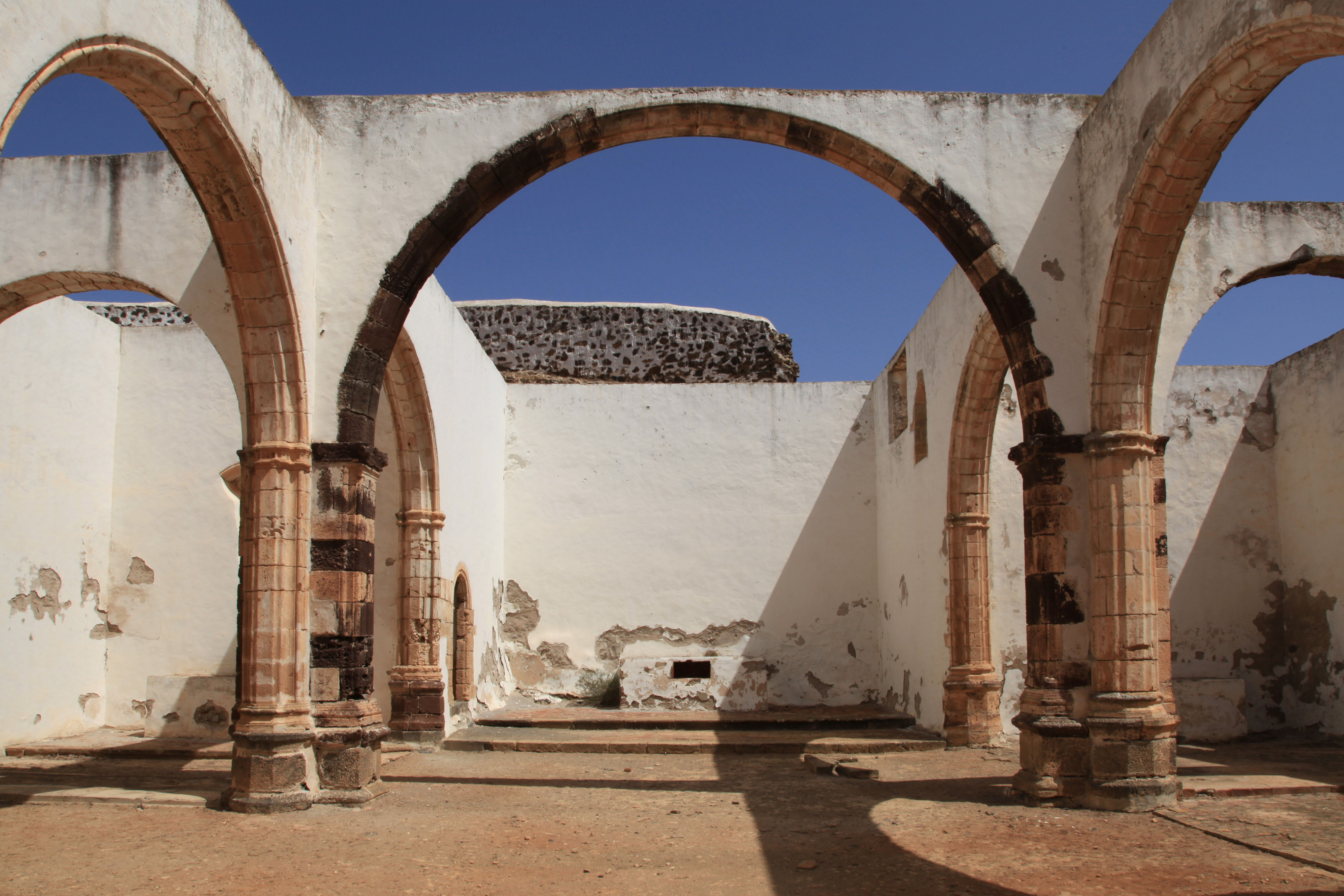
Convento de San Buenaventura